# サントメ・プリンシペ・エスクード
サントメ・プリンシペ・エスクード（ポルトガル語：São Tomé e Príncipe escudo、escudo são-tomense）は1914年から1977年まで用いられていたサントメ・プリンシペの通貨である。ポルトガル・エスクードと等価に固定されていた。サントメ・プリンシペ・レアルに代わって1エスクード＝1000レアルのレートで導入された。補助通貨は 1エスクード＝100センターボ。 
導入当初は紙幣のみがサントメ・プリンシペの名で発行されており、硬貨はポルトガル本国のものが使用されていた。1929年にサントメ・プリンシペ植民地用の硬貨が発行された。
1975年の植民地の独立の後、1977年にエスクードに代わってドブラが等価として導入された。